# Santa Catarina Zapoquila
Santa Catarina Zapoquila är en kommun i Mexiko.   Den ligger i delstaten Oaxaca, i den sydöstra delen av landet, 220 km sydost om huvudstaden Mexico City.